# Marcos Robledo
Marcos Paulo Robledo Hoecker (Santiago, 29 de octubre de 1963) es un periodista y politólogo chileno. Entre marzo de 2014 y marzo de 2018, se desempeñó como subsecretario de Defensa de su país, bajo el segundo gobierno de Michelle Bachelet.

## Biografía
Es el hijo de Elmo Arnaldo Robledo Huanchicay y María Loreto Hoecker Pizarro. Por su madre, es nieto de Gustavo Hoecker, médico veterinario, científico y académico chileno. 
Hizo sus estudios en la Escuela de Periodismo de la Universidad de Chile. Después cursó un posgrado en seguridad nacional, y se graduó con distinción de un Master of Arts in National Security Affairs, por la Naval Postgraduate School, en Monterey, California, Estados Unidos.
Entre marzo de 1998 y junio del 2005 fue subjefe y luego jefe del Comité Asesor de la ministra de Defensa Nacional, colaborando directamente en el diseño y gestión de las políticas públicas de la cartera en el ámbito nacional e internacional. En el primer mandato de la presidenta Michelle Bachelet Jeria, entre 2006 y 2010, se desempeñó como asesor de política exterior y defensa.
Ha sido miembro del Consejo Asesor de Política Exterior del Ministerio de Relaciones Exteriores y desde enero de 2008 hasta 2010 integró el Consejo Asesor para el Límite Marítimo del Ministerio de Relaciones Exteriores. Ha sido consultor internacional del Programa de Naciones Unidas para el Desarrollo (2010-2012). Desde el año 2003 hasta 2010, integró el Registro de Expertos en Medidas de Fomento de la Confianza de la Organización de Estados Americanos (OEA).
Ha ejercido como Coordinador Docente de la Facultad Latinoamericana de Ciencias Sociales (FLACSO-Chile), y como profesor de relaciones internacionales, política exterior y diseño de investigación en la Escuela de Ciencia Política de la Universidad Diego Portales (UDP). También ha sido coordinador del taller internacional del Instituto Igualdad y es militante del Partido Socialista.
El 24 de enero de 2014, la presidenta electa Michelle Bachelet lo designa como subsecretario de Defensa, para su segundo gobierno, cargo que asume el 11 de marzo, junto al resto de su primer gabinete. El 11 de marzo de 2018 fue reemplazado por Cristián de la Maza, quién fue designado por el presidente Sebastián Piñera.
En noviembre de 2021, el candidato presidencial Eduardo Artés acusó a Robledo de trabajar con la Agencia Central de Inteligencia estadounidense en planificar sabotajes y atentados contra el gobierno comunista de Cuba, basándose en acusaciones por parte de Carlos Vázquez González, un agente de Seguridad del Estado de Cuba, las cuales fueron refutadas por Robledo, quien dijo:

Las declaraciones que han salido respecto de mi persona son totalmente falsas, y estoy sorprendido de que una persona que está en una posición como él, postulando a la presidencia de la República, pueda hacer una afirmación de ese tipo